# Hirmoneura strobelii
Hirmoneura strobelii är en tvåvingeart som först beskrevs av Camillo Rondani 1868.  Hirmoneura strobelii ingår i släktet Hirmoneura och familjen Nemestrinidae. Inga underarter finns listade i Catalogue of Life.